# Christian Buder
Pour les articles homonymes, voir Buder.
 (mars 2017).
Christian Buder (né le 28 février 1968 à Memmingen) est un écrivain allemand.

## Biographie
Après des études d'économie à la Fachhochschule Kempten et Fulda, Christian Buder a commencé des études de philosophie à l'université de Marbourg en 1996. Fasciné par les écrits du philosophe français Jacques Derrida, il s'est inscrit à l'université de Paris VIII. Il a achevé ses études de philosophie avec une maîtrise portant sur la peine de mort. Après un séjour en Colombie, à Marseille et à Aix-en-Provence, il a fait une thèse de doctorat à l'École des hautes études en sciences sociales (EHESS) à Paris portant sur la notion du temps chez Hegel. En 2006, Christian Buder a obtenu une bourse d'études à l'université de Chicago où il a suivi l'enseignement du philosophe américain Robert B. Pippin (en).[réf. nécessaire]
Christian Buder vit et travaille aujourd'hui en Allemagne, Allgäu et en France, Bretagne. Il est marié et il a deux enfants.